# Ye Olde Trip To Jerusalem
Ye Olde Trip To Jerusalem w Nottingham jest jednym z 20 pubów (włączając Ye Olde Salutation Inn i The Bell Inn również w Nottingham), które roszczą sobie prawo nazywania się najstarszymi pijalniami w Anglii. Namalowany napis głosi, że pub powstał w 1189 roku. Jakkolwiek nie istnieją niezbite dowody na potwierdzenie tej informacji, to główny budynek, zbudowany na wcześniejszych fundamentach, ma obecnie około trzysta lat.
The Trip (jak nazywają pub okoliczni mieszkańcy) mieści się u podnóży Castle Rock w centrum miasta Nottingham. Nawiązując do lokalnej legendy, nazwa wywodzi się z XII wieku, z okresu krucjat do Ziemi Świętej: legenda głosi, że rycerze, którzy odpowiedzieli na wezwanie króla Ryszarda I po drodze do Jeruzalem, zatrzymali się w okolicznym zdrojowisku, napić się po pincie piwa. Niektórzy opowiadający legendy, przypuszczają, że nawet sam król kosztował tu piwa, aczkolwiek, wobec krótkotrwałego jedynie pobytu Ryszarda w Anglii, jest to mało prawdopodobne. Jakkolwiek, słowo "Trip" w nazwie pubu, nie znaczy całej podróży, ale zgodnie ze staroangielskim, przerwę w trakcie podróży.

## Cechy

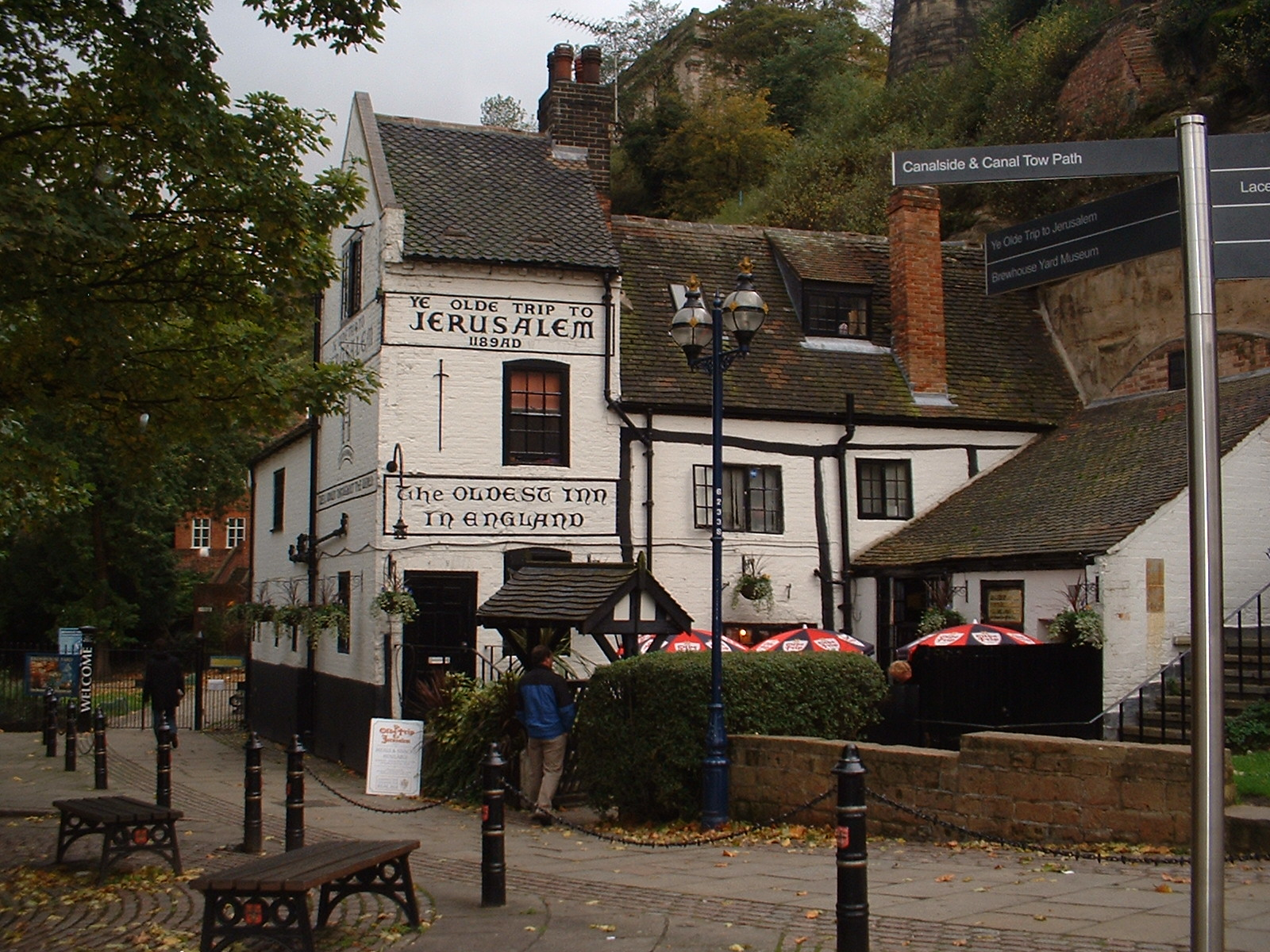

Pub jest znany dzięki swoim jaskiniom, wydrążonym w miękkim piaskowcu, (poniżej zamku) u podnóża którego pub został postawiony. Na jednym z poziomów w jaskini prowadzono kiedyś browar, jaskinie te pochodzą z okresu budowy zamku (1068).
Przeklęty Galeon jest to mały model statku w jednym z barów. Okoliczni mieszkańcy powiadają, że wszystkie osoby, które wyczyściły ten statek, umarły dziwną śmiercią. Landlordzi nie pozwalali na czyszczenie statku, przez co pojawiły się na nim kilkucalowe warstwy kurzu. Galeon jest obecnie obudowany szkłem, lecz kiedyś kawałki kurzu spadały ludziom do piw.
Pub Trip posiada antyczne krzesło. Powiada się, że kobieta, która zasiądzie na tym krześle, znacząco zwiększa swoje szanse na zajście w ciążę.